# Lauro Rossi
Lauro Rossi (Macerata, 19 de febrero de 1810 - Cremona 5 de mayo de 1885) fue un compositor italiano, conocido sobre todo por sus óperas.

## Biografía y obra
Estudió en Nápoles donde estrenó sus primeras obras, obtuvo un gran éxito con la ópera cómica La casa disabitata que se interpretó durante muchos años y posteriormente fue modificada con el título I falsi monetari. En 1835 abandonó Nápoles y se trasladó a México y Cuba, formando su propia compañía y casándose con la cantante Isabella Obermayer. En 1843 volvió a Italia donde su actividad principal fue dirigir el Conservatorio de Milán (1850 - 1870) y Nápoles (1870 -1878). Por invitación de Giuseppe Verdi, fue uno de los compositores encargados de escribir la Misa de Requiem en honor de Rossini, realizando la partitura del Agnus Dei. También obtuvo gran éxito con las óperas La Contessa di Mons (1874) y Cleopatra (1876).

## Óperas
- Le contesse villane (1829) revisada como La villana contessa y Le principesse villane, (1830)
- Costanza e Oringaldo (1830)
- La sposa al lotto (1831)
- La casa in vendita, ovvero II casino di campagna (1831)
- La scommessa di matrimonio (1831)
- Baldovino, tiranno di Spoleto (1832)
- II maestro di scuola (1832)
- II disertore svizzero, ovvero La nostalgia (1832)
- Le fucine di Bergen (1833)
- La casa disabitata, ovvero Don Eustachio di campagna (1834), revisada como I falsi monetari (1844 )
- Amelia, ovvero Otto anni di costanza (1834)
- Leocadia (1835)
- Giovanna Shore (1836)
- II borgomastro di Schiedam (1844)
- Dottor Bobolo, ovvero La fiera (1845)
- Cellini a Parigi (1845)
- Azema di Granata, ovvero Gli Abencerragi ed i Zegrini (1846).
- La figlia di Figaro (1846)
- Blanca Contarini (1847)
- Il domino nero (1849) que ha sido grabada en CD.
- Le Sabine (1852)
- L'alchimista (1853)
- La sirena (1855)
- Lo zingaro rivale (1867)
- Il maestro e la cantante (1867)
- Gli artisti alla fiera (1868)
- La contessa di Mons (1874)
- Cleopatra (1876) que ha sido grabada en CD.
- Biorn (1877)